# 렁녹항
렁녹항(광둥어: 梁諾恆 Loeng4 Nok6 hang4, 중국어 정체자: 梁諾恆, 간체자: 梁诺恒, 병음: Liáng Nuòhéng 렁녹항[*], 한자음: 양낙항, 1994년 11월 14일~)은 홍콩의 축구 선수로 현재 중국 슈퍼리그의 저장 FC에서 뛰고 있으며 형 량관충도 축구 선수로서 현재 이스턴 SC에서 뛰고 있다.

## 수상

### 클럽
홍콩 페가수스
- 홍콩 프리미어리그 : 3위 (2017-18)
- 홍콩 FA컵 : 우승 (2015-16), 4강 (2017-18)
- 사플링컵 : 우승 (2015-16), 4강 (2017-18)

사우스 차이나
- 홍콩 프리미어리그 : 4위 (2016-17)
- 홍콩 FA컵 : 준우승 (2016-17)

R&F
- 홍콩 프리미어리그 : 준우승 (2018-19)

 저장 FC
- 중국 슈퍼리그 : 3위 (2022, 2023)
- 중국 FA컵 : 준우승 (2022)